# Popis likova Tekkena
Tekken je serijal borilačkih videoigara koje je razvila tvrtka Namco, a objavio Namco Bandai Games. Serijal ima mnogo likova. Igrači mogu birati između različitih likova koji dolaze iz različitih etničkih skupina i borilačkih stilova. Nekoliko likova ima nadnaravno podrijetlo, kao što su Devil i Ogre, a životinjski likovi poput medvjeda Kume imaju zabavni utjecaj. U priči igre svaki lik ima svoje razloge za ulazak na natjecanje i osvajanje nagrade. Do sada, samo šest likova se pojavilo u svih osam Tekkenovih nastavaka: Heihachi Mishima, Paul Phoenix, Nina Williams, Yoshimitsu, King i Kuma, te druga dva lika s istim imenima. To je Marshall Law koji se pojavljuje u sedam od osam nastavaka, a u Tekkenu 3 ga mijenja sin Forest Law s istim stilom borbe. Drugi likovi su bili odsutni u barem jednom nastavku. Jack kiborzi, Anna Williams, Kazuya Mishima, Lee Chaolan i Lei Wulong se također pojavljuju u sedam nastavaka.

## Likovi
| Lik                   | T1 | T2 | T3 | TTT | T4 | T5 | T6 | TTT2 | T7 | Ukupno |
| Akuma                 | Ne | Ne | Ne | Ne  | Ne | Ne | Ne | Ne   | Da | 1      |
| Alex                  | Ne | Da | Ne | Da  | Ne | Ne | Ne | Da   | Ne | 3      |
| Alisa Bosconovitch    | Ne | Ne | Ne | Ne  | Ne | Ne | Da | Da   | Da | 3      |
| Angel                 | Ne | Da | Ne | Da  | Ne | Ne | Ne | Da   | Ne | 3      |
| Anna Williams         | Da | Da | Da | Da  | Ne | Da | Da | Da   | Ne | 7      |
| Armor King            | Da | Da | Ne | Da  | Ne | Da | Da | Da   | Ne | 6      |
| Asuka Kazama          | Ne | Ne | Ne | Ne  | Ne | Da | Da | Da   | Da | 4      |
| Azazel                | Ne | Ne | Ne | Ne  | Ne | Ne | Da | Ne   | Ne | 1      |
| Baek Doo San          | Ne | Da | Ne | Da  | Ne | Da | Da | Da   | Ne | 5      |
| Bruce Irvin           | Ne | Da | Ne | Da  | Ne | Da | Da | Da   | Ne | 5      |
| Bryan Fury            | Ne | Ne | Da | Da  | Da | Da | Da | Da   | Da | 7      |
| Christie Monteiro     | Ne | Ne | Ne | Ne  | Da | Da | Da | Da   | Ne | 4      |
| Claudio Serafino      | Ne | Ne | Ne | Ne  | Ne | Ne | Ne | Ne   | Da | 1      |
| Combot                | Ne | Ne | Ne | Ne  | Da | Ne | Ne | Da   | Ne | 2      |
| Craig Marduk          | Ne | Ne | Ne | Ne  | Da | Da | Da | Da   | Ne | 4      |
| Devil                 | Da | Da | Ne | Da  | Ne | Ne | Ne | Da   | Da | 5      |
| Devil Jin             | Ne | Ne | Ne | Ne  | Ne | Da | Da | Da   | Da | 4      |
| Doctor Boskonovitch   | Ne | Ne | Da | Ne  | Ne | Ne | Ne | Ne   | Ne | 1      |
| Eddy Gordo            | Ne | Ne | Da | Da  | Da | Da | Da | Da   | Da | 7      |
| Emilie De Rochefort   | Ne | Ne | Ne | Ne  | Ne | Da | Da | Da   | Da | 4      |
| Feng Wei              | Ne | Ne | Ne | Ne  | Ne | Da | Da | Da   | Da | 4      |
| Forest Law            | Ne | Ne | Da | Da  | Ne | Ne | Ne | Da   | Ne | 3      |
| Ganryu                | Da | Da | Ne | Da  | Ne | Da | Da | Da   | Ne | 6      |
| Geese Howard          | Ne | Ne | Ne | Ne  | Ne | Ne | Ne | Ne   | Da | 1      |
| Gigas                 | Ne | Ne | Ne | Ne  | Ne | Ne | Ne | Ne   | Da | 1      |
| Gon                   | Ne | Ne | Da | Ne  | Ne | Ne | Ne | Ne   | Ne | 1      |
| Heihachi Mishima      | Da | Da | Da | Da  | Da | Da | Da | Da   | Da | 9      |
| Hwoarang              | Ne | Ne | Da | Da  | Da | Da | Da | Da   | Da | 7      |
| Jack                  | Da | Da | Da | Da  | Ne | Da | Da | Da   | Da | 8      |
| Jin Kazama            | Ne | Ne | Da | Da  | Da | Da | Da | Da   | Da | 7      |
| Jinpachi Mishima      | Ne | Ne | Ne | Ne  | Ne | Da | Ne | Da   | Ne | 2      |
| Josie Rizal           | Ne | Ne | Ne | Ne  | Ne | Ne | Ne | Ne   | Da | 1      |
| Julia Chang           | Ne | Ne | Da | Da  | Da | Da | Da | Da   | Ne | 6      |
| Jun Kazama            | Ne | Da | Ne | Da  | Ne | Ne | Ne | Da   | Ne | 3      |
| Katarina Alves        | Ne | Ne | Ne | Ne  | Ne | Ne | Ne | Ne   | Da | 1      |
| Kazumi Mishima        | Ne | Ne | Ne | Ne  | Ne | Ne | Ne | Ne   | Da | 1      |
| Kazuya Mishima        | Da | Da | Ne | Da  | Da | Da | Da | Da   | Da | 8      |
| King                  | Da | Da | Da | Da  | Da | Da | Da | Da   | Da | 9      |
| Kuma                  | Da | Da | Da | Da  | Da | Da | Da | Da   | Da | 9      |
| Kunimitsu             | Da | Da | Ne | Da  | Ne | Ne | Ne | Da   | Ne | 4      |
| Lars Alexandersson    | Ne | Ne | Ne | Ne  | Ne | Ne | Da | Da   | Da | 3      |
| Lee Chaolan           | Da | Da | Ne | Da  | Da | Da | Da | Da   | Da | 8      |
| Lei Wulong            | Ne | Da | Da | Da  | Da | Da | Da | Da   | Ne | 7      |
| Leo Kliesen           | Ne | Ne | Ne | Ne  | Ne | Ne | Da | Da   | Da | 3      |
| Ling Xiaoyu           | Ne | Ne | Da | Da  | Da | Da | Da | Da   | Da | 7      |
| Lucky Chloe           | Ne | Ne | Ne | Ne  | Ne | Ne | Ne | Ne   | Da | 1      |
| Marshall Law          | Da | Da | Ne | Ne  | Da | Da | Da | Da   | Da | 7      |
| Master Raven          | Ne | Ne | Ne | Ne  | Ne | Ne | Ne | Ne   | Da | 1      |
| Michelle Chang        | Da | Da | Ne | Da  | Ne | Ne | Ne | Da   | Ne | 4      |
| Miguel Caballero Rojo | Ne | Ne | Ne | Ne  | Ne | Ne | Da | Da   | Da | 3      |
| Miharu Hirano         | Ne | Ne | Ne | Ne  | Da | Ne | Ne | Ne   | Ne | 1      |
| Mokujin               | Ne | Ne | Da | Da  | Ne | Da | Da | Da   | Ne | 5      |
| NANCY-MI847J          | Ne | Ne | Ne | Ne  | Ne | Ne | Da | Ne   | Ne | 1      |
| Nina Williams         | Da | Da | Da | Da  | Da | Da | Da | Da   | Da | 9      |
| Noctis Lucis Caelum   | Ne | Ne | Ne | Ne  | Ne | Ne | Ne | Ne   | Da | 1      |
| Ogre                  | Ne | Ne | Da | Da  | Ne | Ne | Ne | Da   | Ne | 3      |
| Panda                 | Ne | Ne | Da | Da  | Da | Da | Da | Da   | Da | 7      |
| Paul Phoenix          | Da | Da | Da | Da  | Da | Da | Da | Da   | Da | 9      |
| Raven                 | Ne | Ne | Ne | Ne  | Ne | Da | Da | Da   | Ne | 3      |
| Robert Richards       | Ne | Ne | Ne | Ne  | Ne | Ne | Da | Da   | Da | 3      |
| Roger                 | Ne | Da | Ne | Da  | Ne | Ne | Ne | Ne   | Ne | 2      |
| Roger Jr.             | Ne | Ne | Ne | Ne  | Ne | Da | Da | Da   | Ne | 3      |
| Sake                  | Ne | Ne | Da | Ne  | Ne | Ne | Ne | Ne   | Ne | 1      |
| Sergei Dragunov       | Ne | Ne | Ne | Ne  | Ne | Da | Da | Da   | Da | 4      |
| Shaheen               | Ne | Ne | Ne | Ne  | Ne | Ne | Ne | Ne   | Da | 1      |
| Steve Fox             | Ne | Ne | Ne | Ne  | Da | Da | Da | Da   | Da | 5      |
| Tetsujin              | Ne | Ne | Ne | Da  | Ne | Ne | Ne | Ne   | Ne | 1      |
| Tiger Jackson         | Ne | Ne | Da | Da  | Ne | Ne | Ne | Da   | Ne | 3      |
| True Ogre             | Ne | Ne | Da | Da  | Ne | Ne | Ne | Da   | Ne | 3      |
| Unknown               | Ne | Ne | Ne | Da  | Ne | Ne | Ne | Da   | Ne | 2      |
| Wang Jinrei           | Da | Da | Ne | Da  | Ne | Da | Da | Da   | Ne | 6      |
| Yoshimitsu            | Da | Da | Da | Da  | Da | Da | Da | Da   | Da | 9      |
| Zafina                | Ne | Ne | Ne | Ne  | Ne | Ne | Da | Da   | Ne | 2      |
| Ukupno                | 18 | 25 | 23 | 39  | 23 | 36 | 41 | 54   | 48 |        |

## Vanjske poveznice
- Likovi - Tekkenpedia  Arhivirana inačica izvorne stranice od 17. listopada 2012. (Wayback Machine)
- Likovi - Tekken Wiki